# Cinnamomum bodinieri
Cinnamomum bodinieri H.Lév. – gatunek rośliny z rodziny wawrzynowatych (Lauraceae Juss.). Występuje naturalnie w południowych Chinach – w prowincjach Kuejczou, południowym Syczuanie, Hubei, zachodnim Hunanie oraz południowo-wschodnim Junnanie. 

## Morfologia
PokrójZimozielone drzewo dorastające do 16 m wysokości. Kora ma brązowoszarawą barwę. Gałęzie są nagie.
LiścieNaprzemianległe. Mają kształt od owalnego do owalnie eliptycznego. Mierzą 8–17 cm długości oraz 3–10 cm szerokości. Są nagie. Nasada liścia jest ostrokątna. Blaszka liściowa jest o krótko spiczastym wierzchołku. Ogonek liściowy jest lekko owłosiony i dorasta do 20–30 mm długości.
KwiatySą niepozorne, obupłciowe, zebrane po 5–11 w silnie rozgałęzione wiechy o nagich i dychotomicznych osiach, rozwijają się w kątach pędów. Kwiatostany dorastają do 10–15 cm długości, podczas gdy pojedyncze kwiaty mają długość 2,5 mm. Są owłosione i mają białozielonkawą barwę.
OwoceMają kulisty kształt, osiągają 7–8 mm średnicy, mają zielony kolor, są nagie.

## Biologia i ekologia
Rośnie w widnych lasach oraz zaroślach. Występuje na wysokości od 700 do 1500 m n.p.m. Kwitnie od maja do czerwca, natomiast owoce dojrzewają od lipca do sierpnia.